# Pteromalus hedymeles
Pteromalus hedymeles är en stekelart som beskrevs av Walker 1839. Pteromalus hedymeles ingår i släktet Pteromalus och familjen puppglanssteklar. Inga underarter finns listade i Catalogue of Life.